# Desarrollo de negocios
En las ciencias empresariales, el desarrollo de negocios o desarrollo de negocio, también conocido como desarrollo empresarial, es la gestión multidisciplinar de la definición de productos y servicios, encaminada a reforzar su comercialización. Esta definición más bien académica se centra por tanto en el crecimiento orgánico de la empresa, mejorando los servicios y productos en mercados existentes. En el mundo empresarial, sin embargo, el desarrollo de negocio se encamina hacia la consecución de nuevos mercados para servicios o productos existentes por medio del desarrollo de recursos tanto de crecimiento orgánico como inorgánico. Se puede definir como la unión estratégica de mercado (o competencia), cliente y ventas, los tres variables fundamentales de todo negocio, bien para el establecimiento de la actividad y mercado principales (en caso de empresas emergentes) bien para su crecimiento y expansión. El desarrollo de negocio tiene por objetivo definir una futura estrategia de comercialización, identificar nuevas oportunidades, crear necesidades y diseñar una estrategia de alianzas. Para la elaboración de sus cometidos, el desarrollo de negocios hace uso de herramientas como la investigación de mercados, entre otras.

## Etimología
El desarrollo de negocios como concepto es más común en idiomas como inglés (Business Development) y alemán (Geschäftsentwicklung, aunque se suele usar más el término inglés), donde se trata de una disciplina muy tenida en cuenta por muchas empresas, conocida por sus siglas en inglés BizDev. 
El puesto de Director de Desarrollo de Negocio, o Business Developer Manager (BDM), se ha perfilado en la última década como un cargo imprescindible en el equipo empresarial. En español, muchas veces se confunde con el cargo de director comercial, sobre todo en traducciones directas de puestos publicados por empresas extranjeras.

## Diferencias con marketing y ventas
El desarrollo de negocios es diferente de la mercadotecnia y de las ventas (aunque desde luego estrechamente ligado a ambos) ya que su naturaleza radica en la identificación y ejecución de nuevas áreas de negocio, como nuevos mercados, nuevos canales de distribución o nuevos productos.
Sin embargo, su objetivo principal no debe ser la transacción de venta directa al cliente (ni debe estar facultado para ello). Una vez establecido el negocio, mercado, servicio o actividad desarrolladas por el BDM, su ejecución pasan a ser competencia de otros departamentos de la empresa (ventas, marketing, desarrollo de productos, ingeniería, etc.) 
El desarrollo de negocios no se debe confundir con la ejecución de la venta de productos o servicios existentes a clientes existentes (identificables), independientemente del tamaño de la oportunidad y de los ingresos. Sin embargo, muchas veces el director de Desarrollo de Negocio logra una alianza estratégica y la consiguiente transacción comercial como parte del resultado de su trabajo. En muchas empresas hasta se espera de él el logro de objetivos comerciales, es decir, que a diferencia de su definición teórica, el concepto de Desarrollo de Negocios en el mundo empresarial va ligado, más allá de la expansión del mercado, a los ingresos procedentes del mismo.

## Modelos de desarrollo de negocios
Existen diferentes modelos de desarrollo de negocios, de acuerdo con los fines estratégicos de la empresa reflejados en su plan de negocio.
Por ejemplo, en el caso de una organización cuyo modelo empresarial se basa en socios, un plan viable de desarrollo de negocio podría incluir tanto fases estratégicas como identificación y estudio de socios potenciales, como fases de gestión como la negociación de acuerdo y la gestión del negocio acordado. Estas últimas fases, en algunas organizaciones, aunque forman parte del desarrollo de negocio en su sentido más amplio, podrían caer bajo la responsabilidad de otros departamentos.
En el caso de empresas emergentes, el plan de desarrollo incluiría fases preliminares, desde la constitución del negocio, a través de sus fases críticas  (I+D, cuando proceda, primeros productos/servicios, branding, primeros modelos de negocios, primeros canales de distribución, etc.), consolidación y finalmente crecimiento.